# Flygbussarna

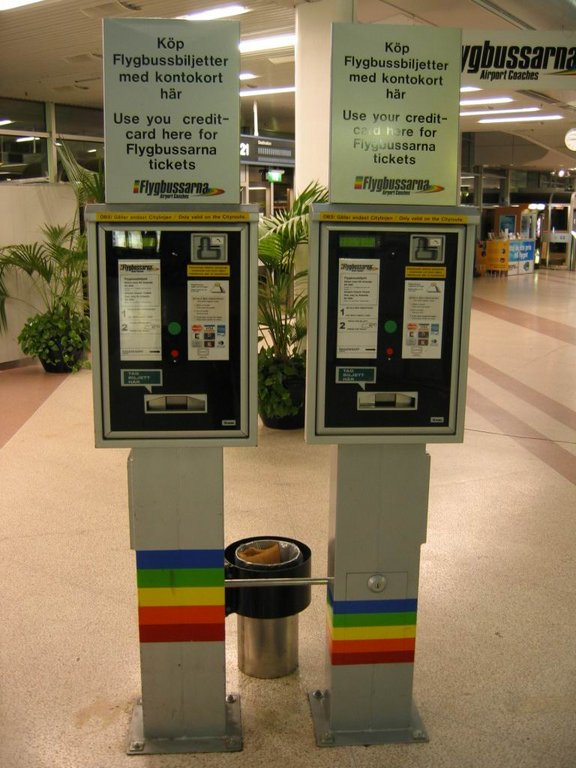
Fahrkartenautomat des Unternehmens Flygbussarna

Flygbussarna Airport Coaches AB ist ein schwedisches Busunternehmen mit Sitz in Stockholm.
Es wurde vom Nahverkehrsunternehmen Storstockholms Lokaltrafik gegründet, ist nun aber Teil der People Travel Group. Das Unternehmen betreibt Busverbindungen zwischen mehreren schwedischen Städten und Flughäfen, so zum Beispiel zwischen Stockholm und den Flughäfen Stockholm/Arlanda und Stockholm-Skavsta.
Aus Gründen der wirtschaftlichen Konkurrenz veröffentlicht das Unternehmen keine Nutzerzahlen, sondern Marktanteile im Vergleich zu anderen Flughafenzubringern. 2004 lagen diese Werte für Stockholm/Arlanda bei 17 %, für Stockholm-Bromma zwischen 15 und 20 % und für Stockholm-Skavsta fast bei 50 %.

## Verbindungen
- Flughafen Göteborg/Landvetter – Göteborg
- Flughafen Malmö – Malmö/Lund
- Flughafen Stockholm/Arlanda – Stockholm
- Flughafen Stockholm/Bromma – Stockholm
- Stockholm-Skavsta – Stockholm/Norrköping/Linköping/Örebro
- Flughafen Visby – Visby
- Flughafen Stockholm-Västerås – Stockholm